# Tidemann Junge

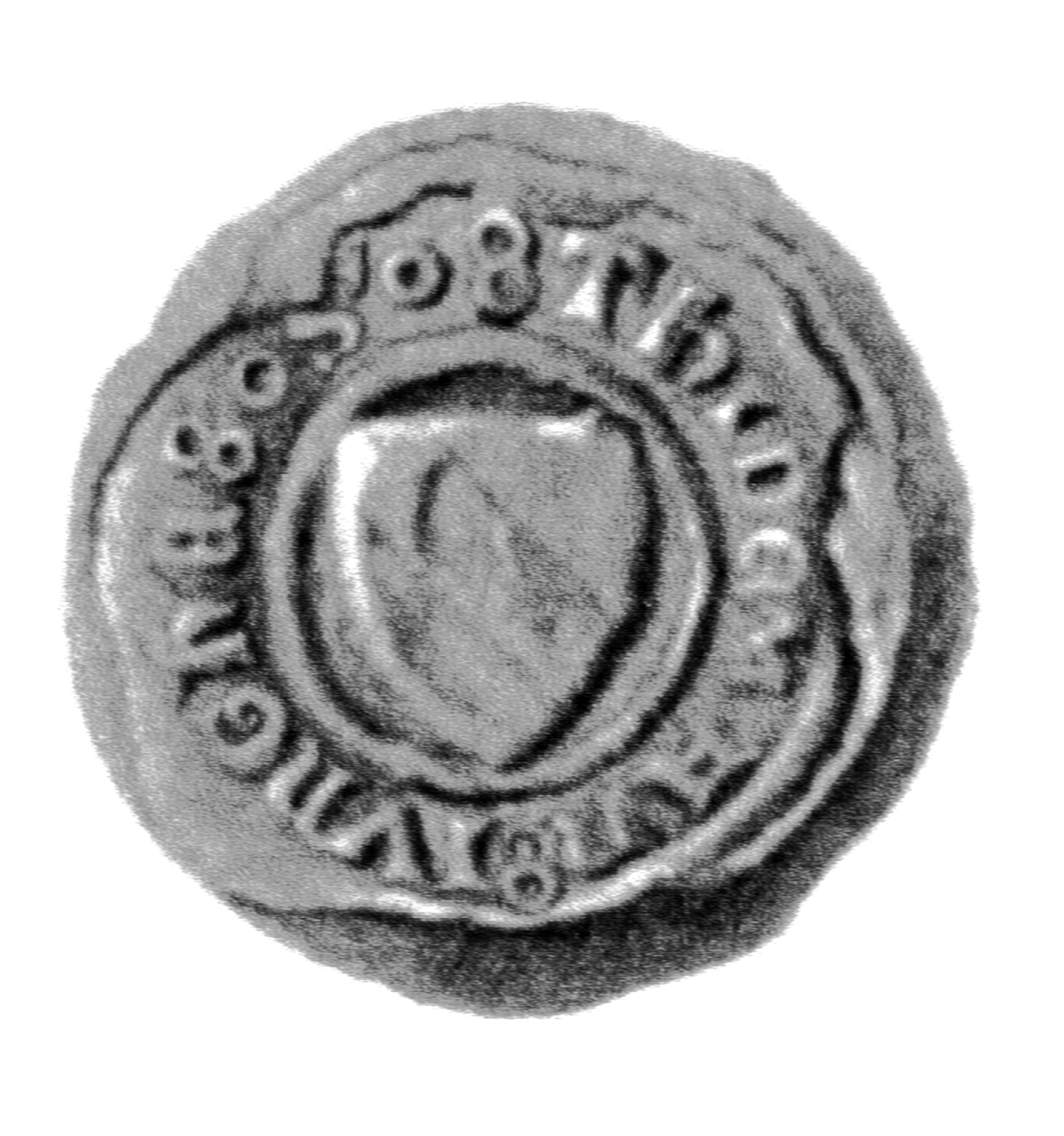
Siegel des Tidemann Junge

Tidemann Junge († 1421) war ein Ratsherr der Hansestadt Lübeck.

## Leben
Tidemann Junge wurde 1391 in den Rat der Stadt Lübeck erwählt. Er gehörte der Zirkelgesellschaft als Mitglied an. 1408 verließ er aufgrund der bürgerlichen Unruhen die Stadt und schloss sich der Klage des Alten Rates gegen den Neuen Rat an. Sein Vermögen in Lübeck bestehend aus zwei Häusern wurde vom Neuen Rat konfisziert. 1416 war er Teilnehmer der Ausgleichsverhandlungen in Kopenhagen zwischen Neuem Rat und Altem Rat bei König Erik VII. von Dänemark. Nach dem Wiedereintritt in den Rat 1416 vertrat er die Stadt auf mehreren Hansetagen in Lübeck. In Testamenten Lübecker Bürger wird er mehrfach als Urkundszeuge und als Vormund aufgeführt.
Er war der Sohn des Lübecker Ratsherrn Albert Junge. Tidemann Junge war verheiratet mit Katharina, einer Tochter des Ratsherrn Simon Swerting und Witwe des Ratsherrn Konrad von Urden. Ihm gehörten Ländereien auf der Insel Fehmarn. Von 1403 bis 1427 waren er und seine Erben Eigentümer des Hauses Königstraße 25, welches vom Neuen Rat des Jahres 1408 in der Zeit von 1411 bis 1413 beschlagnahmt war.